# Châteauroux-les-Alpes

Châteauvieux este o comună în departamentul Hautes-Alpes, Franța. În 1 ianuarie 2022 avea o populație de 1.223 de locuitori.